# 羅賓高地
72°27′S 0°38′E / 72.450°S 0.633°E
羅賓高地（德語：Robinheia），是南極洲的高地，位於毛德皇后地的瑪塔公主海岸，屬於斯維爾德魯普山脈的一部分，由德國探險隊拍攝空中照片，現時由南極條約體系管理。